# بوریسلاو نوواچکوف
بوریسلاو نوواچکوف (به بلغاری:  Борислав Новачков ؛ زادهٔ ۲۹ نوامبر ۱۹۸۹) یک کشتی‌گیر اهل بلغارستان است. 
او در المپیک ۲۰۱۶ ریو در وزن ۶۵ کیلو حاضر بود که در دور اول میثم نصیری از ایران را شکست داد اما در دور بعد از فرانکلین گومز کشتی‌گیر پورتوریکویی شکست خورد و با توجه به شکست این کشتی‌گیر در دور بعد، از دور رقابت‌ها کنار رفت.